# Comté de LaMoure
Le comté de LaMoure est un des 53 comtés du Dakota du Nord, aux États-Unis.
Siège : LaMoure.

## Démographie
| 1880 | 1890  | 1900  | 1910   | 1920   | 1930   |
| ---- | ----- | ----- | ------ | ------ | ------ |
| 20   | 3 187 | 6 048 | 10 724 | 11 564 | 11 517 |

| 1940   | 1950  | 1960  | 1970  | 1980  | 1990  |
| ------ | ----- | ----- | ----- | ----- | ----- |
| 10 298 | 9 498 | 8 705 | 7 117 | 6 473 | 5 383 |

| 2000  | 2010  | - | - | - | - |
| ----- | ----- | - | - | - | - |
| 4 701 | 4 139 | - | - | - | - |